# Balneari de Caldes de Boí
El Balneari de Caldes de Boí és un balneari ubicat a la Vall de Boí catalogat com a monument del municipi de la Vall de Boí i protegit com a bé cultural d'interès local.

## Descripció
L'antic balneari era com un petit nucli de poblament amb forn, molí, pallers, quadres, hospital, sales de bany i conjunt hoteler; tot ell agrupat al voltant d'un pati afegit a la capella de la Mare de Déu de Caldes.

### Mare de Déu de Caldes

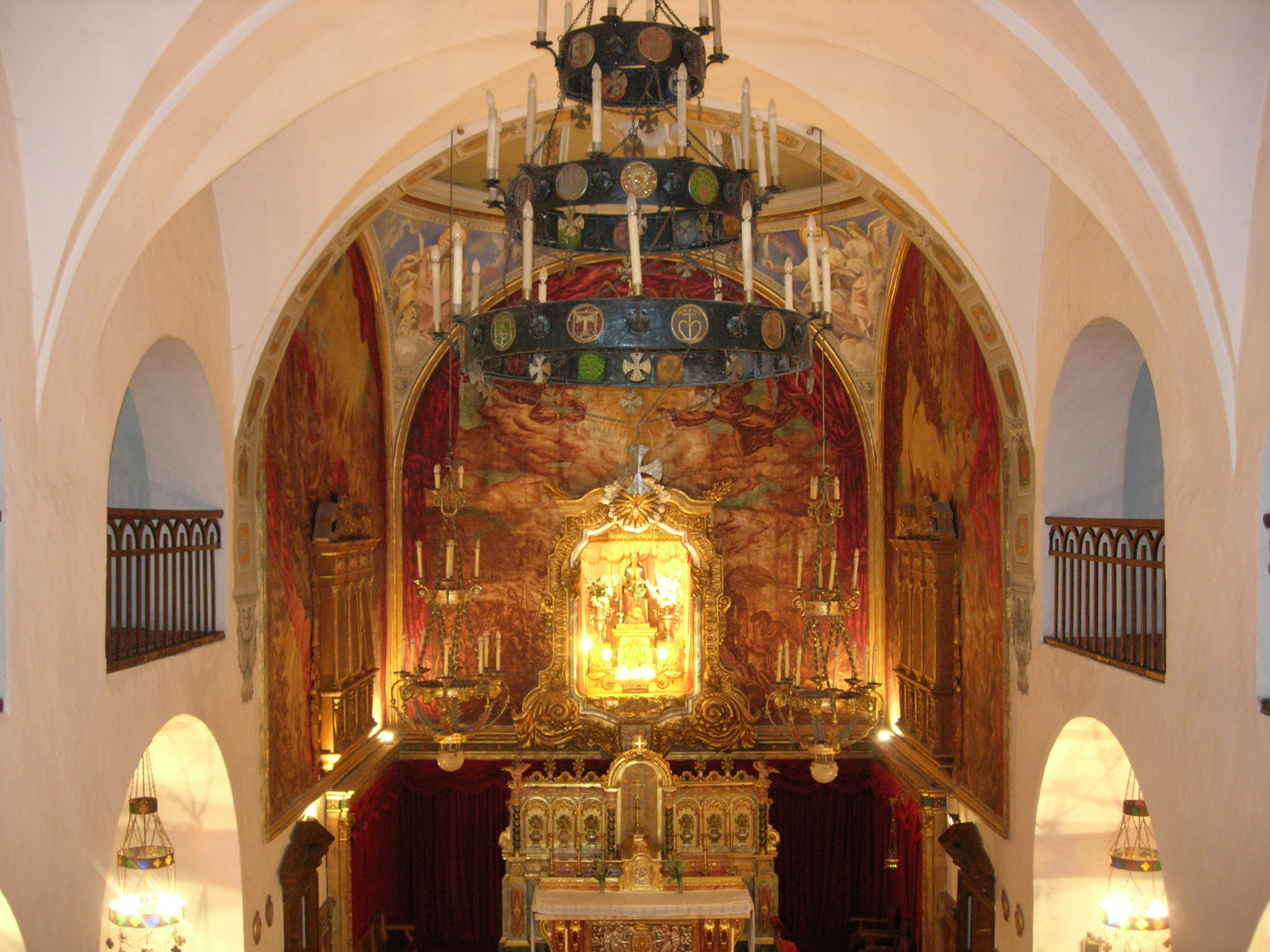
Santuari de la Mare de Déu, interior

Aquesta església té un presbiteri, tres capelles a cada costat, cor i tribunes que n'augmenten la capacitat. El pati que fa d'atri és porticat amb arcades de mig punt incompletes.Els murs són de pedra arrebossada i les cobertes de pissarra del país.

### Hotel Manantial[1]

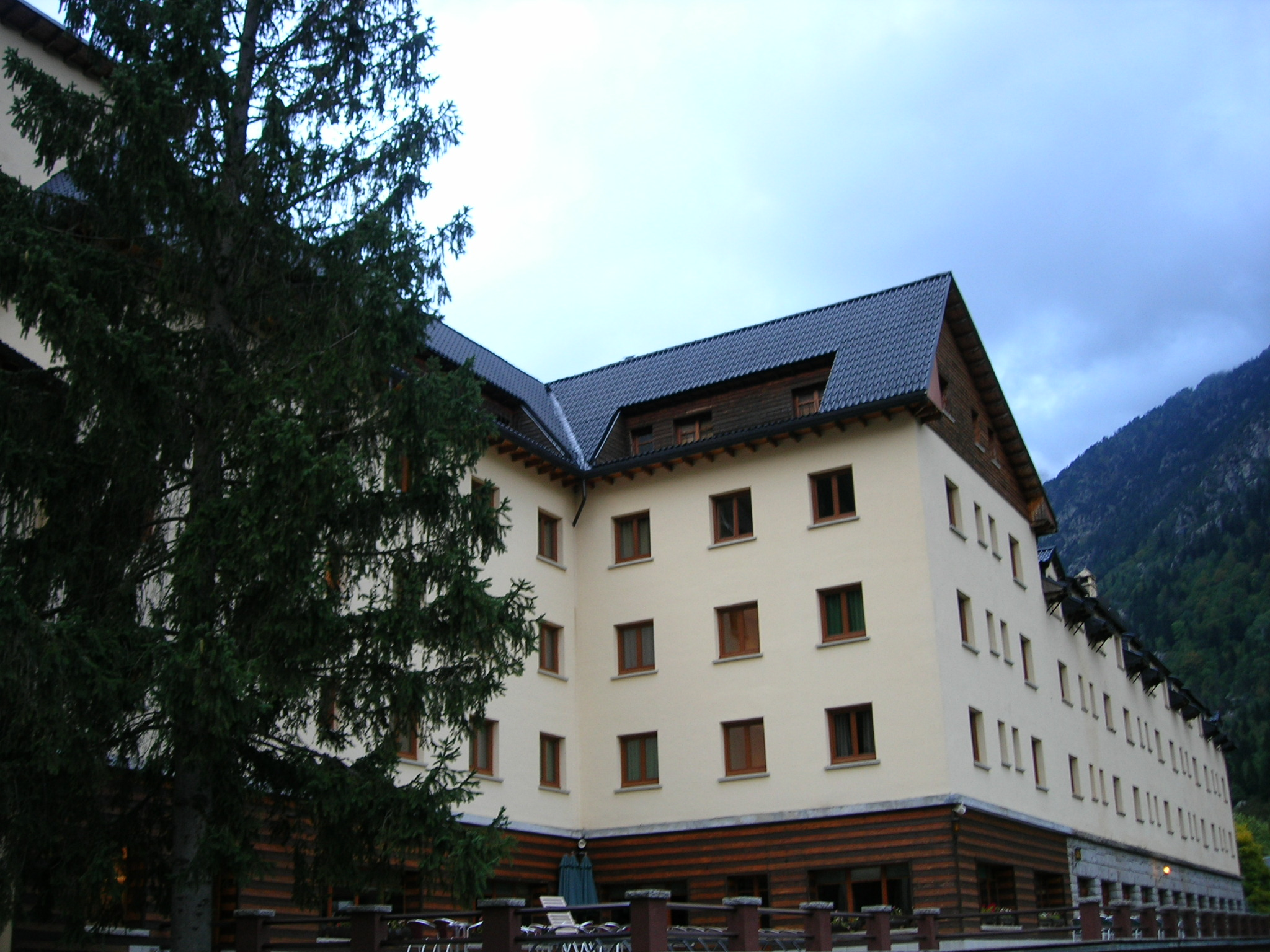
Hotel Manantial

Edifici modern de quatre plantes, de construcció pirenaica amb coberta de pissarra, que acull les dependències hidroteràpiques a la planta soterrani, de recent construcció. És remarcable el prestigi de les estufes naturals, forats excavats a la muntanya on l'emissió de vapor d'aigua els fa actuar de bany de vapor natural.

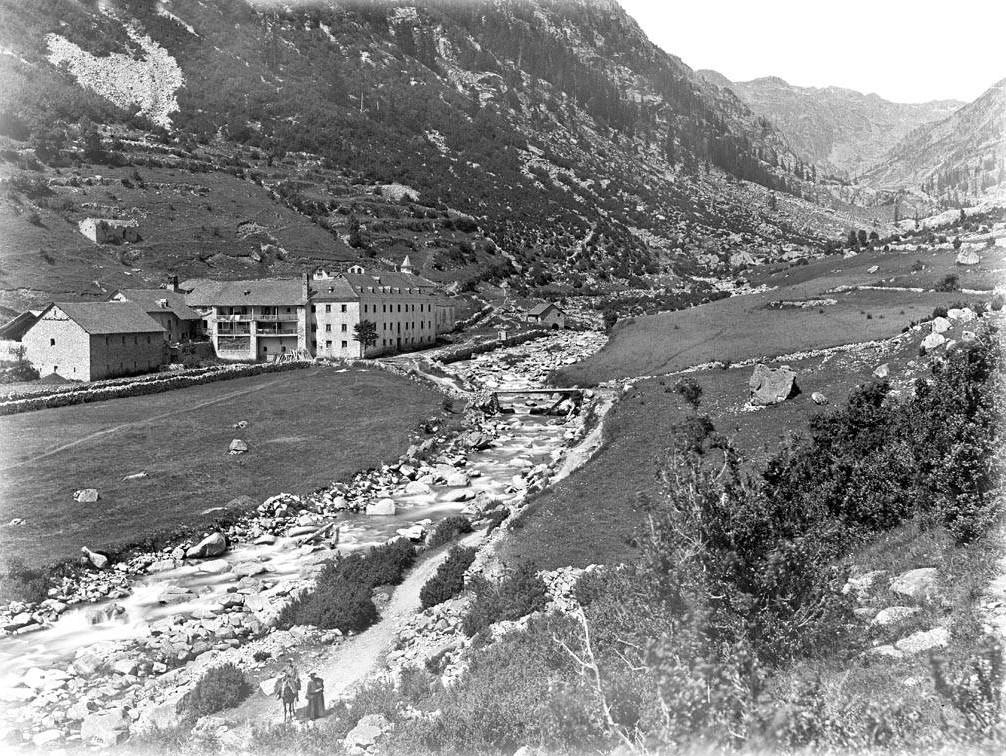
El balneari, en una imatge de l'agost de 1888

### Edifici antic del balneari de Caldes[1]

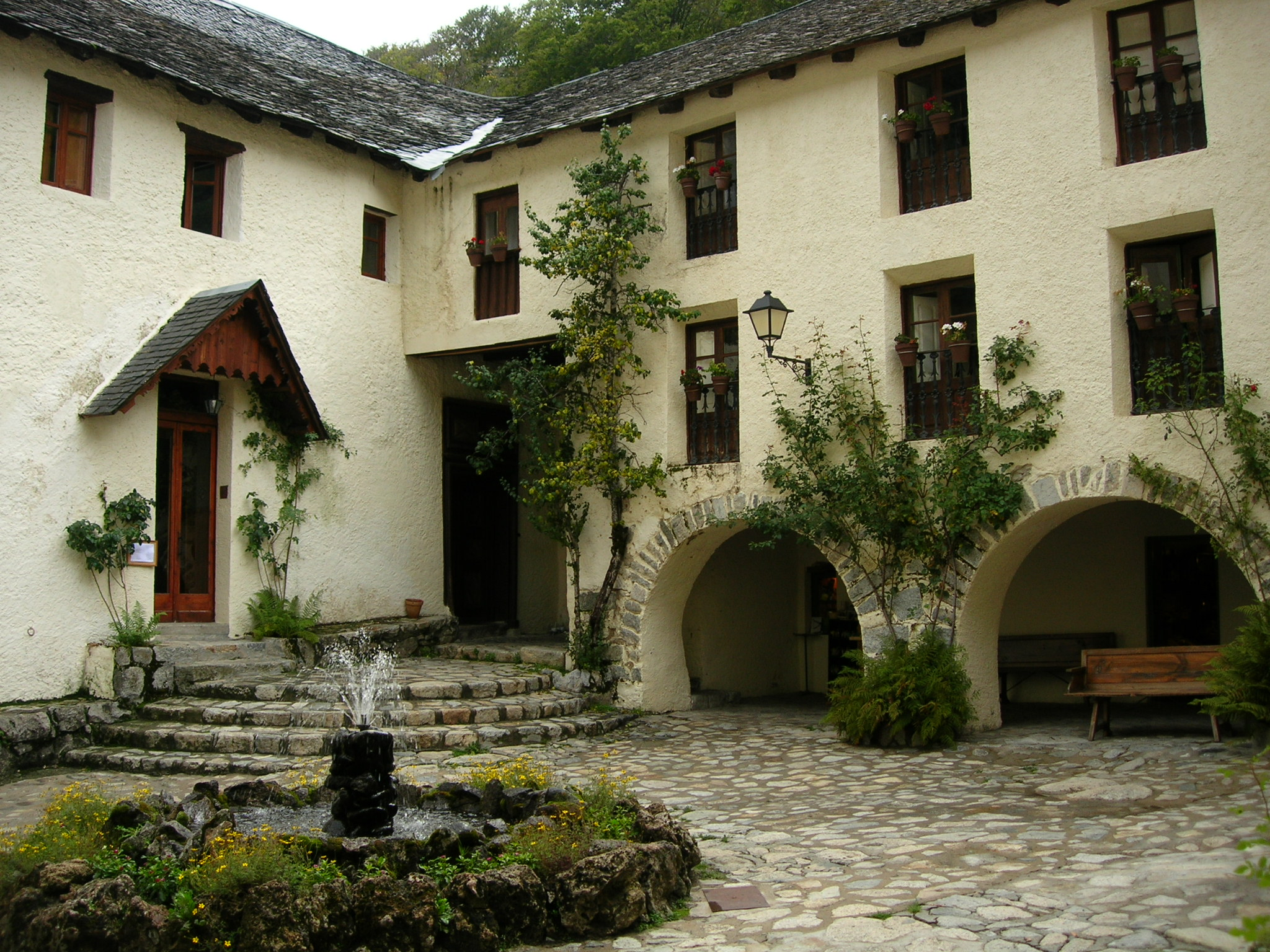
Pati de l'edifici antic

El conjunt de l'antic Santuari i Casa de Beneficència, posteriorment ampliada com a Hotel Caldes, s'organitzava al voltant d'un pati quadrat porticat en les seves ales Nord, Oest i la meitat de l'ala Est, on hi ha l'accés. L'església del Santuari té l'entrada per l'ala Nord del pati i és d'una nau amb tres capelles laterals a cada costat, cor i tribunes laterals. Sobre el presbiteri hi ha un fals cimbori de planta quadrada.
Les façanes del pati són llises i estucades, amb balconades i finestres i les arcades dels pòrtics són de dovelles de pedra. L'ala nord té quatre pilastres,molt senzilles i està coronada per una motllura.
Les façanes exteriors són llises, rematades amb una motllura i el portal d'entrada té un arc rebaixat de pedra.

## Història
L'any 1011 fou l'acta de donació dels Comtes d'Erill a l'abat de Nostra Senyora de Caldes.
El 1732 es va fundar la Casa de la Consòrcia de Ntra. Sra. De Caldas. Un segle més tard, el 1839, es va transformar en Casa de Beneficència de la Diputació Provincial, fins que el 1895 fou venuda per l'estat a la familia de Vallmitjana.
Durant els anys 30 del segle XX es va ampliar ja com a Hotel Caldas. Més endavant, el 1956, es va construir l'Hotel Manantial, al costat de l'antic establiment i dotat amb una de les millors i més modernes instal·lacions hidroteràpiques de Catalunya. Els anys 46/47 es construí la part nova de l'edifici (habitacions del tercer pis, planta baixa, menjador i ampliació dels edificis de banys). L'hotel es reformaria el 1973.
L'any 1959 fou lloc de trobada dels membres de la "Federación Internacional de Termalismo y Climatología".
Les termes ja eren conegudes pels romans (constatat per les inscripcions i numismàtiques). Es va aixecar un monestir medieval que ha arribat posteriorment als nostres dies com a Hospital de Banys. Al costat de les termes es va construir el santuari; dedicat a la Mare de Déu de Caldes, amb una imatge original romànica (destruïda el 1936), del qual resten les despulles de la capella renaixentista i les dependències del segle xviii.